# ジュグラーの波〜澤と美音のまるっと経済学〜
『ジュグラーの波〜澤と美音のまるっと経済学〜』（ジュグラーのなみ〜さわとみおんのまるっとけいざいがく）は、TOKYO FMで放送されていたラジオ番組。

## 概要
2019年3月まで放送されていた『ジュグラーの波〜なぜ衛藤美彩はラジオで数字を学ぶのか?〜』の後継番組。4月より公認会計士・澤昭人から向井地美音（AKB48）がリスナーとともに身近にある経済の仕組みを学んでいく。番組タイトルに用いられている経済用語の「ジュグラーの波」とは、フランスの経済学者のクレマン・ジュグラーに由来する約10年周期の景気循環である「ジュグラー循環」のことである。
2019年10月からJFN PARK（現・AuDee）でスピンオフとなる向井地のフリートーク番組『まるっとみーおんPARK』（月1回更新）の配信が始まった。
2019年11月には、番組「ジュグラーの波」のスピンオフ本『まるっと経済学』が発刊された。
2020年2月27日の放送では、AKB48の3月発売の新シングル「失恋、ありがとう」の音源が初解禁され、オンエアされた。
2020年4月9日の放送よりPE-BANKに所属する「ITフリーランス」が毎週登場する新コーナーが開始となる。
2021年9月30日をもって終了した。

## 放送時間
- 2019年4月1日 - 放送開始（毎週月曜日21時30分 - 21時55分）[1]
- 2019年10月3日 - 放送曜日変更（毎週木曜日21時30分 - 21時55分）

## 出演者
- 澤昭人（公認会計士）[1]
- 向井地美音（AKB48）[1]